# Баєрн (Еберсберг)
Баєрн (нім. Baiern) — громада в Німеччині, розташована в землі Баварія. Підпорядковується адміністративному округу Верхня Баварія. Входить до складу району Еберсберг. Складова частина об'єднання громад Глонн.
Площа — 19,96 км2. Населення становить 1508 ос. (станом на 31 грудня 2020).